# 主流經濟學
主流經濟學（英語：Mainstream economics），又稱為正統經濟學（英語：orthodox economics），泛指廣泛被學術界接受并在大學中教授的經濟學，与非主流經濟學相对。
现代主流經濟學主要以新古典經濟學派和凯恩斯经济学派相结合而成的新古典綜合學派为基础，1970年代出現的淡水学派与咸水学派共同形塑了主流經濟學。

## 简介
经济学学科传统上与古典经济学联系在一起。然而，有观点认为当前的主流经济学理论，如博弈论、行为经济学、产业组织学、信息经济学等，与古典经济学的初始公理几乎没有共同点。
经济学一直以多种经济思想流派为特色，不同的流派在不同国家和不同时期具有不同的突出地位。“主流经济学”一词的使用是二战后时代特有的，特别是在英语世界。

## 词源
“主流经济学”一词在20世纪后期开始使用。塞缪尔森所著的教科书《经济学》2001年版的“经济学的谱系”封底内页中，描绘了凯恩斯（1936年）和新古典经济学（1860-1910 年）的“现代主流经济学”。“新古典综合”一词也首次出现在该教材的1955年版中。

## 历史
在古典经济学发展和盛行之前，欧洲占主导地位的学派是重商主义。重商主义是一组松散的相关思想，而不是制度化的学派。
18世纪晚期亚当·斯密的《国富论》出版后，英国经济学得到发展并被现在所谓的古典学派所主导。从《国富论》到大萧条，英语世界的主导学派是古典经济学及其后继者新古典经济学。在欧洲大陆，法国重农主义者的早期工作形成了独特的传统，德国经济历史学派的后期工作也是如此。整个19世纪，英国经济学一直存在反对古典和新古典经济学派的声音，尤其是消费不足学派。
大萧条和随后的第二次世界大战期间，建立在消费不足学派的工作基础上的凯恩斯经济学派受到关注，成为新古典综合的一部分。二战后，凯恩斯主义宏观经济学和新古典主义微观经济学合并为新古典综合，盛行于50年代到70年代。
20世纪70年代，由于新古典综合理论未能解释滞胀现象，宏观经济学的共识瓦解，随后出现了两个学派：新凯恩斯主义和第二代新古典主义经济学。两者都试图用微观基础重建宏观经济学，即用微观经济学解释宏观经济现象。 
80—90年代，宏观经济学家围绕一种称为新新古典综合（New neoclassical synthesis）的范式联合起来，该范式结合了新凯恩斯主义和第二代新古典主义经济学的要素，并构成了当前共识的基础，涵盖了以前有争议的宏观经济学领域。围绕这一综合建立的共识的特点是在方法论问题上达成了前所未有的一致意见，例如都认为需要从计量经济学角度验证模型。在此之前，这种一致在历史上一直避开宏观经济学，即使在新古典综合期间也是如此。